# Hirtella glabrata
Hirtella glabrata är en tvåhjärtbladig växtart som beskrevs av Pilg.. Hirtella glabrata ingår i släktet Hirtella och familjen Chrysobalanaceae. Inga underarter finns listade i Catalogue of Life.